# Sphenomorphus transversus
Sphenomorphus transversus este o specie de șopârle din genul Sphenomorphus, familia Scincidae, descrisă de Allen E. Greer și Parker 1971. Conform Catalogue of Life specia Sphenomorphus transversus nu are subspecii cunoscute.